# Yūji Takahashi (football)
 (août 2025).
Cet article concerne un footballeur japonais. Pour le compositeur, interprète et pianiste japonais, voir Yūji Takahashi.
Yūji Takahashi (高橋 祐治, Takahashi Yūji), né le 11 avril 1993, est un footballeur japonais.

## Biographie
Takahashi commence sa carrière professionnelle en 2012 avec le club du Kyoto Sanga FC, club de J2 League. En août 2012, il est prêté au Brisbane Roar FC, club de A-League. En 2015, il est prêté au Kamatamare Sanuki. En 2018, il est transféré au Sagan Tosu, club de J1 League. Il dispute un total de 59 matchs en J1 League avec le club. En 2020, il est transféré au Kashiwa Reysol. Avec ce club, il atteint la finale de la Coupe de la Ligue japonaise 2020.